# (754) Малабар
(754) Малабар (лат. Malabar) — типичный астероид главного пояса, открытый 22 августа 1906 года немецким астрономом А, Копффом в Хайдельберге и названный в честь горы Малабар в Западной Яве.

Орбита астероида Малабар и его положение в Солнечной системе
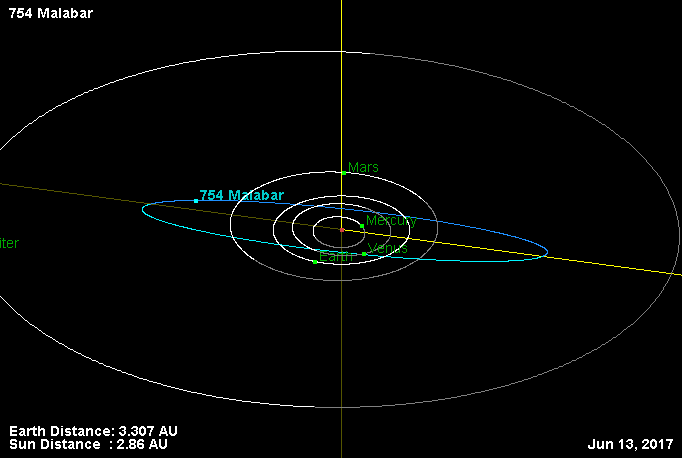
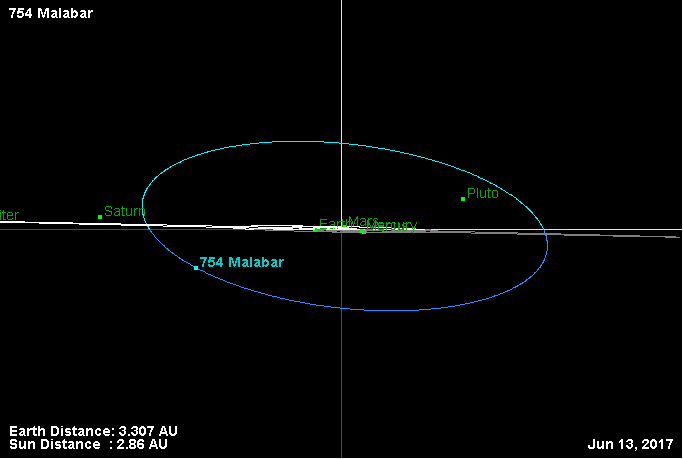